# La Estancia (Chilcuautla)
La Estancia es una localidad de México perteneciente al municipio de Chilcuautla en el estado de Hidalgo.

## Geografía
Se encuentra en la región del Valle del Mezquital, a la localidad le corresponden las coordenadas geográficas 20° 23’ 21.25” de latitud norte y 99° 12’ 13.132” de longitud oeste, con una altitud de 1893 m s. n. m. Se encuentra a una distancia aproximada de 9.67 kilómetros al noreste de la cabecera municipal, Chilcuautla.
En cuanto a fisiografía se encuentra dentro de las provincia del Eje Neovolcánico, dentro de la subprovincia de Llanuras y sierras de Querétaro e Hidalgo ; su terreno es de sierra y lomerío. En lo que respecta a la hidrografía se encuentra posicionado en la región del río Panuco, dentro de la cuenca del río Moctezuma, en la subcuenca del río Tula. Cuenta con un clima semiseco templado.

## Demografía
En 2020 registró una población de 1613 personas, lo que corresponde al 8.53 % de la población municipal. De los cuales 792 son hombres y 821 son mujeres. Tiene 3430viviendas particulares habitadas.
| Gráfica de evolución demográfica de La Estancia entre 1950 y 2020                            |
|                                                                                              |
| Población de los censos y conteos del Instituto Nacional de Estadística y Geografía (INEGI). |

## Economía
La localidad tiene un grado de marginación medio y un grado de rezago social bajo.